# День інженерно-авіаційної служби авіації ЗСУ
День інженерно-авіаційної служби авіації ЗСУ — професійне свято України. Відзначається щорічно 25 лютого.

## Історія свята
Свято встановлено «…з метою підтримання престижу інженерно-авіаційної служби авіації ЗС України, мобілізації інженерно-технічного складу на успішне виконання завдань з підтримання постійної бойової готовності авіаційної техніки…» згідно з Наказом Міністра оборони України від 19 березня 2010 року № 149 «Про встановлення Дня інженерно-авіаційної служби авіації Збройних Сил України».